# Asymptotischer Test
Ein asymptotischer Test  ist eine spezielle Art statistischer Tests in der Testtheorie, einem Teilgebiet der mathematischen Statistik. Asymptotische Tests werden für immer größer werdende Stichproben konstruiert, um die im Grenzwert erhaltenen Eigenschaften und Methoden mit einem gewissen Näherungsfehler auch auf endliche Stichprobenumfänge zu übertragen. Die so gewonnenen Tests werden dann auch approximative Tests genannt.
Ein klassisches Beispiel für approximative Tests sind die Gauß-Tests. In ihrer exakten Form sind sie lediglich für die Normalverteilung ausgelegt. Mithilfe des zentralen Grenzwertsatzes können die Tests auch als asymptotischer Test auf eine große Klasse von Verteilungen ausgeweitet werden. Dadurch erhält man auch für unzugänglichere Verteilungen bei großen Stichprobenumfang gute Testverfahren.

## Definition

### Rahmenbedingungen
Gegeben sei ein Grundraum {\displaystyle {\mathcal {X}}}, versehen mit einer σ-Algebra {\displaystyle {\mathcal {A}}} und einer Familie von Wahrscheinlichkeitsmaßen {\displaystyle (P_{\vartheta })_{\vartheta \in \Theta }}, die mit einer beliebigen Indexmenge {\displaystyle \Theta } versehen ist. Sei {\displaystyle {\mathcal {X}}^{n}} das n-fache kartesische Produkt von {\displaystyle {\mathcal {X}}}, ebenso sei {\displaystyle {\mathcal {A}}^{n}} die n-fache Produkt-σ-Algebra von {\displaystyle {\mathcal {A}}} und sei {\displaystyle (P_{\vartheta }^{n})_{\vartheta \in \Theta }} die Familie der n-fachen Produktmaße der {\displaystyle P_{\vartheta }} mit sich selbst.

### Asymptotischer Test
Unter den obigen Bedingungen sei für jedes {\displaystyle n\in \mathbb {N} } ein statistischer Test
{\displaystyle \varphi _{n}\colon ({\mathcal {X}}^{n},{\mathcal {A}}^{n})\to ([0,1],{\mathcal {B}}([0,1]))}
gegeben. Dann heißt die Folge {\displaystyle (\varphi _{n})_{n\in \mathbb {N} }} ein asymptotischer Test.
Ein asymptotischer Test ist somit eine Folge von Tests, die für sukzessiv größer werdende Stichprobenumfänge definiert sind.

### Niveau eines asymptotischen Tests
Es bezeichne {\displaystyle \limsup } den Limes superior und {\displaystyle \operatorname {E} _{n,\vartheta }} die Bildung des Erwartungswertes bezüglich des Wahrscheinlichkeitsmaßes {\displaystyle P_{\vartheta }^{n}}.
Gegeben sei eine Zerlegung von {\displaystyle \Theta } in Nullhypothese {\displaystyle \Theta _{0}} und Alternative {\displaystyle \Theta _{1}}. Dann heißt der asymptotische Test {\displaystyle (\varphi _{n})_{n\in \mathbb {N} }} ein asymptotischer Test zum Niveau {\displaystyle \alpha }, wenn
{\displaystyle \limsup _{n\to \infty }\operatorname {E} _{n,\vartheta }(\varphi _{n})\leq \alpha } für alle {\displaystyle \vartheta \in \Theta _{0}}
gilt. Im Grenzwert liegt der Erwartungswert bei Vorliegen der Nullhypothese also immer unter {\displaystyle \alpha }. Daraus folgt jedoch nicht, dass der asymptotische Test das Niveau bei endlichem Stichprobenumfang einhält. Genauso wenig wird angegeben, wie schnell er sich dem Niveau annähert.

## Beispiel
Gegeben sei eine Wahrscheinlichkeitsverteilung {\displaystyle P} auf {\displaystyle \mathbb {R} } mit Erwartungswert null und endlicher Varianz {\displaystyle \sigma ^{2}}. Setze {\displaystyle \Theta =\mathbb {R} } und definiere
{\displaystyle P_{\vartheta }(A)=P(\vartheta +A)}
Hierbei ist {\displaystyle \vartheta +A:=\{a+\vartheta \mid a\in A\}} die Minkowski-Summe.
Dann hat {\displaystyle P_{\vartheta }} den Erwartungswert {\displaystyle \vartheta } und die Varianz {\displaystyle \sigma ^{2}}. Betrachtet man nun eine Folge von unabhängig identisch gemäß {\displaystyle P_{\vartheta }} verteilten Zufallsvariablen {\displaystyle (X_{n})_{n\in \mathbb {N} }}, so gilt für diese der zentrale Grenzwertsatz. Mit der Abkürzung
{\displaystyle {\overline {X}}_{n}={\frac {X_{1}+\cdots +X_{n}}{n}}}
gilt also
{\displaystyle \lim _{n\rightarrow \infty }P_{\vartheta }^{n}\left({\frac {{\overline {X}}_{n}-\vartheta }{\sigma /{\sqrt {n}}}}\leq z\right)=\Phi (z).}
Hierbei ist {\displaystyle \Phi } die Verteilungsfunktion der Standardnormalverteilung. Definiert man nun für ein fixes {\displaystyle \vartheta _{0}} die Nullhypothese als
{\displaystyle H_{0}:=\{\vartheta \in \Theta \mid \vartheta \leq \vartheta _{0}\}}
und die Alternative als
{\displaystyle H_{1}:=\{\vartheta \in \Theta \mid \vartheta >\vartheta _{0}\}},
so lassen sich mithilfe der Teststatistiken
{\displaystyle T_{n}(X):={\frac {{\overline {X}}_{n}-\vartheta }{\sigma /{\sqrt {n}}}}}
die Tests
{\displaystyle \varphi _{n}:={\begin{cases}1&{\text{ falls }}T_{n}(X)>k\\0&{\text{ falls }}T_{n}(X)\leq k\end{cases}}}
für {\displaystyle H_{0}} gegen {\displaystyle H_{1}} definieren. Dabei ist {\displaystyle k} der kritische Wert, der das Niveau bestimmt. Die Tests {\displaystyle \varphi _{n}} bilden dann einen asymptotischen Test, da jeder Test {\displaystyle \varphi _{n}} auf dem sukzessive größer werdenden Stichprobenraum {\displaystyle (\mathbb {R} ^{n},{\mathcal {B}}(\mathbb {R} ^{n}))} definiert ist.
Wählt man nun für alle {\displaystyle n} als kritischen Wert das {\displaystyle 1-\alpha }-Quantil der Standardnormalverteilung {\displaystyle u_{1-\alpha }}, so besitzt der asymptotische Test das Niveau {\displaystyle \alpha }. Dies folgt daraus, dass nach dem zentralen Grenzwertsatz die Verteilung der Teststatistik gegen die Standardnormalverteilung konvergiert. Der Wert von {\displaystyle u_{1-\alpha }} kann in der Quantiltabelle der Standardnormalverteilung nachgeschlagen werden.